# Greg Zanon
Gregory M. Zanon (* 5. června 1980 v Burnaby, Britská Kolumbie) je kanadský hokejový obránce a trenér.

## Hráčská kariéra
V období 1999–2003 hrál za University of Nebraska v Omahu, v lize NCAA. Během tohoto období byl draftován týmem Ottawa Senators v pátém kole ze 156. místa. 9. července 2003 podepsal smlouvu s klubem Nashville Predators jako volný hráč, první tři sezony hrával na farmě Predators v Milwaukee Admirals hrající v lize AHL. S týmem Admirals Milwaukee pomohl v ročníku 2003/04 k zisku Calder Cup. Do prvních zápasů v NHL nakoukl v sezóně 2005/06, za Nashville Predators odehrál čtyři zápasy, ve kterých si připsal dvě asistence. Od sezony 2006/07 se stal nedílnou součástí v obraně Predators. 1. července 2009 podepsal tříletou smlouvu s týmem Minnesota Wild jako volný hráč. Během dvou odehraných sezón 2009/11 chyběl na soupisce pouze jednou. Třetí sezónu načal za Wild, 27. února 2012 byl vyměněn do klubu Boston Bruins za amerického obránce Stevna Kämpferiho. Po skončení sezóny 2011/12 mu také končila smlouva a s vedením Bruins se nedohodl na prodloužení, tím se stal od 1. července opět volným hráčem. Hned při otevření trhu s volnými hráči se týž den dohodl na nové dvouleté smlouvě s klubem Colorado Avalanche, ve které si vydělá 4.5 mil. dolarů.

## Ocenění a úspěchy
- 2001 NCAA - První All-Star Tým
- 2001 NCAA - Nejlepší obránce
- 2001 NCAA - Západ druhý All-American Tým
- 2002 NCAA - Západ druhý All-American Tým
- 2002 NCAA - Druhý All-Star Tým

## Prvenství
- Debut v NHL - 1. prosince 2005 (Nashville Predators proti Minnesota Wild)
- První asistence v NHL - 1. prosince 2005 (Nashville Predators proti Minnesota Wild)
- První gól v NHL - 17. ledna 2007 (Detroit Red Wings proti Nashville Predators, českému brankáři Dominik Hašek)

## Klubové statistiky
| Sezóna       | Klub                 | Soutěž       |     | Základní část | Základní část | Základní část | Základní část | Základní část |   | Play off | Play off | Play off | Play off | Play off |
| Sezóna       | Klub                 | Soutěž       | Z   | G             | A             | B             | TM            | Z             | G | A        | B        | TM       |          |          |
| 1995/1996    | Burnaby Beavers      | Minor-BC     | 49  | 16            | 27            | 43            | 142           | —             | — | —        | —        | —        |          |          |
| 1996/1997    | Victoria Salsa       | BCHL         | 53  | 4             | 13            | 17            | 124           | —             | — | —        | —        | —        |          |          |
| 1997/1998    | Victoria Salsa       | BCHL         | 59  | 11            | 21            | 32            | 108           | 7             | 0 | 2        | 2        | 10       |          |          |
| 1998/1999    | South Surrey Eagles  | BCHL         | 59  | 17            | 54            | 71            | 154           | —             | — | —        | —        | —        |          |          |
| 1999/2000    | U. of Nebraska-Omaha | NCAA         | 42  | 3             | 26            | 29            | 56            | —             | — | —        | —        | —        |          |          |
| 2000/2001    | U. of Nebraska-Omaha | NCAA         | 39  | 12            | 16            | 28            | 64            | —             | — | —        | —        | —        |          |          |
| 2001/2002    | U. of Nebraska-Omaha | NCAA         | 41  | 9             | 16            | 25            | 54            | —             | — | —        | —        | —        |          |          |
| 2002/2003    | U. of Nebraska-Omaha | NCAA         | 32  | 6             | 19            | 25            | 44            | —             | — | —        | —        | —        |          |          |
| 2003/2004    | Milwaukee Admirals   | AHL          | 62  | 4             | 12            | 16            | 59            | 22            | 2 | 6        | 8        | 31       |          |          |
| 2004/2005    | Milwaukee Admirals   | AHL          | 80  | 2             | 17            | 19            | 59            | 7             | 0 | 1        | 1        | 10       |          |          |
| 2005/2006    | Milwaukee Admirals   | AHL          | 71  | 8             | 27            | 35            | 55            | 21            | 1 | 7        | 8        | 24       |          |          |
| 2005/2006    | Nashville Predators  | NHL          | 4   | 0             | 2             | 2             | 6             | —             | — | —        | —        | —        |          |          |
| 2006/2007    | Milwaukee Admirals   | AHL          | 2   | 0             | 2             | 2             | 0             | —             | — | —        | —        | —        |          |          |
| 2006/2007    | Nashville Predators  | NHL          | 66  | 3             | 5             | 8             | 32            | 5             | 0 | 2        | 2        | 2        |          |          |
| 2007/2008    | Nashville Predators  | NHL          | 78  | 0             | 5             | 5             | 24            | 6             | 0 | 2        | 2        | 4        |          |          |
| 2008/2009    | Nashville Predators  | NHL          | 82  | 4             | 7             | 11            | 38            | —             | — | —        | —        | —        |          |          |
| 2009/2010    | Minnesota Wild       | NHL          | 81  | 2             | 13            | 15            | 36            | —             | — | —        | —        | —        |          |          |
| 2010/2011    | Minnesota Wild       | NHL          | 82  | 0             | 7             | 7             | 48            | —             | — | —        | —        | —        |          |          |
| 2011/2012    | Minnesota Wild       | NHL          | 39  | 2             | 4             | 6             | 14            | —             | — | —        | —        | —        |          |          |
| 2011/2012    | Boston Bruins        | NHL          | 17  | 1             | 1             | 2             | 4             | 7             | 0 | 1        | 1        | 0        |          |          |
| 2012/2013    | Colorado Avalanche   | NHL          | 44  | 0             | 6             | 6             | 28            | —             | — | —        | —        | —        |          |          |
| 2013/2014    | San Antonio Rampage  | AHL          | 24  | 0             | 4             | 4             | 34            | —             | — | —        | —        | —        |          |          |
| 2014/2015    | San Antonio Rampage  | AHL          | 74  | 3             | 23            | 26            | 42            | 3             | 0 | 0        | 0        | 4        |          |          |
| Celkem v NHL | Celkem v NHL         | Celkem v NHL | 493 | 12            | 50            | 62            | 230           | 18            | 0 | 5        | 5        | 6        |          |          |